# Borda do Campo
Borda do Campo ist eine ehemalige Gemeinde in Portugal, im Kreis Figueira da Foz.

## Geografie
18 km entfernt von Figueira da Foz, liegt die Gemeinde am südöstlichsten Zipfel des Kreises von Figueira. Vor allem die weiten Reisfelder, und die verschiedenen Wasserläufe inmitten der landwirtschaftlichen Nutzflächen und von Kiefern und Laubbäumen bewaldeten Streifen machen das typische Erscheinungsbild der Landschaft in der Gemeinde aus.

## Geschichte
Der älteste Ort der ehemaligen Gemeinde ist das im Jahr 987 gegründete Porto Godinho. Das Gebiet gehörte zum Kloster Seiça. Erst im Jahr 1989 wurde die Gemeinde ein eigenständiges Verwaltungsgebiet, nachdem sie zuvor stets Teil der Gemeinde Paião war. Im Zusammenhang mit der Neuordnung der Verwaltungsgliederung Portugals wurde die Gemeinde Borda do Campo 2013 wieder aufgelöst und erneut der Gemeinde Paião angegliedert.

## Kultur, Sport und Sehenswürdigkeiten
Historische, teilweise noch in Betrieb stehende Wassermühlen sind im Gemeindegebiet zu besichtigen, dazu verschiedene Kapellen, insbesondere die 1670 erbaute Kirche Capela de Nossa Srª da Graça in Porto Godinho.
Alljährlich im Mai findet an der Brücke über den Rio Pranto, an der Grenze zwischen den Kreisen von Soure und Figueira da Foz, das traditionelle Geschicklichkeits- und Geschwindigkeits-Bootsrennen Corrida das Barcas statt, das mit den Barcas Chatas (dt.: lästige Kähne), auf historischen Vorbildern beruhenden Flussbarken, ausgetragen wird, die in der Handhabung den Gondeln Venedigs ähneln. Dabei treten Mannschaften jüngerer und älterer Besatzungen gegeneinander an, auch als Sinnbild des Spannungsfeldes zwischen jugendlicher Kraft und älterer Erfahrung. Das Rennen wird von der Jugendorganisation Juventude BordaCampense (dt. etwa: Jugend von Borda do Campo) veranstaltet, die auch verschiedene kulinarische Feste organisiert.
Seit 1979 ist der gemeinnützige Concelho dos Moradores da Borda do Campo (dt.: Rat der Bewohner von Borda do Campo) ein bedeutender zivilgesellschaftlicher Verein, der für eine Vielzahl von Aktivitäten und Einrichtungen sozialer, kulturelle und sportlicher Art in der Gemeinde verantwortlich zeichnet.

## Verwaltung
Borda do Campo war eine Gemeinde (Freguesia) im Kreis (Concelho) von Figueira da Foz, im Distrikt Coimbra. Am 30. Juni 2011 hatte die Gemeinde 852 Einwohner auf einer Fläche von 9,9 km².
Im Zuge der kommunalen Neuordnung Portugals wurde die Gemeinde Borda do Campo am 29. September 2013 aufgelöst und der Gemeinde Paião angegliedert. Die frühere Gemeindeverwaltung blieb als Bürgerbüro in Borda do Campo bestehen.
Die folgenden Ortschaften liegen im Gebiet der ehemaligen Gemeinde Borda do Campo:
- Calvino
- Sobral
- Atouguia
- Porto Godinho
- Serrião
- Casenho

## Verkehr
Mit dem Haltepunkt Ribeira de Seiça hält die Eisenbahnlinie der Linha do Oeste im Gemeindegebiet, wobei die CP, mit Beschluss aus 2012, die Linie zukünftig nur noch für den Güterverkehr nutzen will.
Die Autobahn A17 führt nahe an der ehemaligen Gemeinde vorbei, die nächstgelegene Abfahrt liegt in Marinha das Ondas.

## Wirtschaft
Die Landwirtschaft ist bis heute der wichtigste Wirtschaftszweig in Borda do Campo, insbesondere der Reisanbau.